# 危い土曜日〜キャンディーズの世界〜
『危い土曜日〜キャンディーズの世界〜』（あぶないどようび キャンディーズのせかい）は、1974年6月21日に発売された、キャンディーズ2枚目のアルバムである。

## 概要
- LP帯コピー：キャンディーズ・セカンド・アルバム! フレッシュでキュートなキャンディーズの世界!
- A面はオリジナル曲、B面はカバー曲であるが全て洋楽である。A面にはそれまでのシングルが3曲収録されている。B面はステージでよく歌われた「まぬけなキューピット」「バスストップ」などが収録されている。
- 初期のプレス分では、ジャケットなどに印刷されたタイトルは『危ない土曜日〜キャンディーズの世界〜』であったが、その後、シングル曲「危い土曜日」との統一性を図るため、このタイトルに修正された。2008年9月3日にリリースされたCD-BOX『キャンディーズ・タイムカプセル』に収納された紙ジャケット盤には、初期分のジャケット写真の刷りだしが同封されている。

## 曲目

### オリジナル盤
1. 危い土曜日
  - 作詞：安井かずみ、作曲：森田公一、編曲：竜崎孝路
  - 3rdシングル。
2. 桜草のかなしみ
  - 作詞：山上路夫、作曲：森田公一、編曲：穂口雄右
  - 2ndシングル「そよ風のくちづけ」のB面曲。
3. そよ風のくちづけ
  - 作詞：山上路夫、作曲：森田公一、編曲：穂口雄右
  - 2ndシングル。元のタイトルは「盗まれたくちづけ」で、1stアルバム『あなたに夢中〜内気なキャンディーズ〜』に収録。
4. 青春の真中
  - 作詞：安井かずみ、作曲：森田公一、編曲：竜崎孝路
  - 3rdシングル「危い土曜日」のB面曲。
5. 黄色いビキニ
  - 作詞：山上路夫、作曲：森田公一、編曲：穂口雄右
6. あなたに夢中
  - 作詞：山上路夫、作曲：森田公一、編曲：竜崎孝路
  - デビュー・シングル。『あなたに夢中〜内気なキャンディーズ〜』にも収録。
7. まぬけなキューピット -STUPID CUPID-
  - 作詞：Howard Greenfield、作曲：Neil Sedaka、訳詞：キャンディーズ、編曲：穂口雄右
  - オリジナル歌唱：Connie Francis
8. 涙の乗車券 -TICKET TO RIDE-
  - 作詞・作曲：Lennon-McCartney、編曲：竜崎孝路
  - オリジナル歌唱：The Beatles
  - サビの歌詞はオリジナルの"She's got a ticket to ride"ではなく、カーペンターズのカバーと同じく、女性から見た"He's got..."に変えてある。
  - 8作目のアルバム『キャンディーズ1+1⁄2〜やさしい悪魔〜』（1977.4.21）では、同グループの「Here, There and Everywhere」をカバーしている。
9. イエスタデイ・ワンス・モア -YESTERDAY ONCE MORE-
  - 作詞・作曲：Richard Carpenter・John Bettis、編曲：竜崎孝路
  - オリジナル歌唱：The Carpenters
  - ライブ盤『蔵前国技館10,000人カーニバルVol.2 キャンディーズ・ライブ』（1976.12.5）では、同デュオも取り上げた「(THEY LONG TO BE) CLOSE TO YOU」を、9作目のアルバム『Candy Label』（1977.9.1）では、同じく同デュオも取り上げた「ふたりのラヴ・ソング -ALL YOU GET FROM LOVE IS A LOVE SONG-」をカバーしている。
10. 夢のカリフォルニア -CALIFORNIA DREAMIN'-
  - 作詞・作曲：John Phillips・Michelle Phillips、編曲：竜崎孝路
  - オリジナル歌唱：The Mamas & the Papas
11. バス・ストップ -BUS STOP-
  - 作詞・作曲：Graham Gouldman、日本語詞：片桐和子、編曲：穂口雄右
  - オリジナル歌唱：The Hollies
12. 小さな悪魔 -LITTLE DEVIL-
  - 作詞：Howard Greenfield、作曲：Neil Sedaka、訳詞：漣健児、編曲：竜崎孝路
  - オリジナル歌唱：Neil Sedaka
  - Greenfield-Sedaka関連では、『キャンディーズ1+1⁄2〜やさしい悪魔〜』にて「Breaking Up Is Hard to Do」をカバーしている。

### キャンディーズ・タイムカプセル盤
1. 危い土曜日
2. 桜草のかなしみ
3. そよ風のくちづけ
4. 青春の真中
5. 黄色いビキニ
6. あなたに夢中
7. まぬけなキューピット
8. 涙の乗車券
9. イエスタデイ・ワンス・モア
10. 夢のカリフォルニア
11. バス・ストップ
12. 小さな悪魔
13. そよ風のくちづけ（アルバム・ロング・ヴァージョン）（ボーナス・トラック）
14. そよ風のくちづけ（オリジナル・カラオケ／純カラオケ）（ボーナス・トラック）
15. 危い土曜日（オリジナル・カラオケ／純カラオケ）（ボーナス・トラック）
16. Dangerous Saturday（危い土曜日）（『CANDIES BEATS』シングル・ヴァージョン）（ボーナス・トラック）